# Veturius assimilis
Veturius assimilis (лат.) — вид сахарных жуков рода Veturius из семейства пассалиды (Passalidae). Неотропика: Бразилия (Амазонас, Минас-Жерайс, Рорайма, Сан-Паулу), Французская Гвиана, Парагвай. Длина около 3 см (25,5—29,3 мм). Отличается следующими признаками: лобные ямки опушены; маргинопронотальные ямки узкие и поверхностные; плечи голые. Фронтоклипеальный шов отсутствует. Лобные гребни V-образные. Передний край переднеспинки бисинуатный. Клипеус виден дорсально, передние углы клипеуса хорошо развиты и видны.